# Voves
Voves – miejscowość i dawna gmina we Francji, w Regionie Centralnym-Dolina Loary, w departamencie Eure-et-Loir. W 2013 roku jej populacja wynosiła 3228 mieszkańców. 
W dniu 1 stycznia 2016 roku z połączenia czterech ówczesnych gmin – Montainville, Rouvray-Saint-Florentin, Villeneuve-Saint-Nicolas oraz Voves – utworzono nową gminę Les Villages Vovéens. Siedzibą gminy została miejscowość Voves. 